# Namnètes
Les Namnètes, en latin Namnetes, sont, au cours de l'Antiquité, un peuple celte de l'ouest de la Gaule préromaine puis romaine, dont le territoire correspond à la partie nord de l'actuel département de la Loire-Atlantique. 
Mentionnés seulement au moment de la conquête de la Gaule chevelue par Jules César, ils sont cependant présents en Gaule au moins depuis le IIe siècle avant notre ère et constituent à l'époque romaine une des soixante cités des Trois Gaules, faisant partie de la province de Lyonnaise à partir du règne d'Auguste et de la province de Lyonnaise troisième (chef-lieu : Tours) à partir du règne de Constantin (IVe siècle). À l'époque romaine, leur territoire est délimité par la Loire, les territoires au sud de ce fleuve ayant été attribués par Rome à la cité des Pictons (chef-lieu : Poitiers), qui contrôle en particulier le port de Rezé (Ratiatum).
Le chef-lieu des Namnètes, appelé Condevincum en gaulois latinisé, mais aussi Portus Namnetum (« Port des Namnètes »), devient  à partir du IVe siècle le siège d'un diocèse chrétien. La ville de Condevincum reçoit le nom des Namnètes à la fin de l'Antiquité, devenant Namnetes, puis « Nantes ». Les autres localités de la cité des Namnètes (notamment Blain, 35 km au nord de Nantes), sont connues grâce à des traces archéologiques, dont aucune n'indique leurs noms antiques.
Peuple mineur dans la Gaule indépendante comme dans l'Empire romain, les Namnètes ont suscité peu d'intérêt chez les auteurs romains ou grecs. Par ailleurs, les vestiges archéologiques sont modestes, notamment à Nantes, entièrement construite sur la ville antique.

## Sources concernant les Namnètes

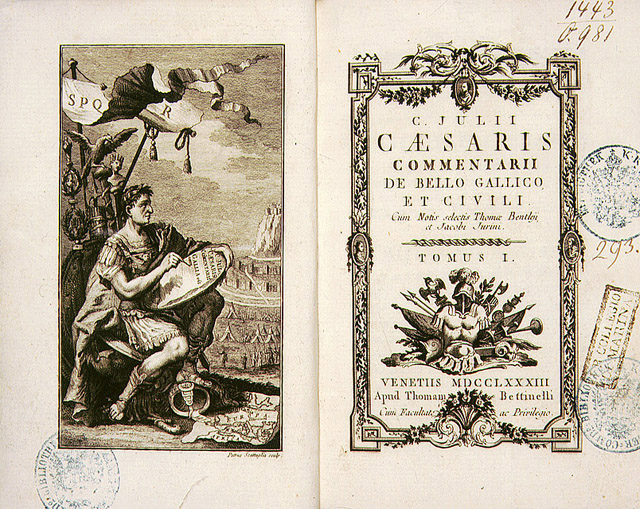
Une édition de 1783 de la Guerre des Gaules de Jules César : Première mention explicite de Namnètes

### Textes littéraires

#### Auteurs de langue latine
La plus ancienne mention connue des Namnètes se trouve dans le livre de Jules César, la Guerre des Gaules, écrit vers -50. César mentionne simplement leur nom parmi ceux de différents peuples gaulois appelés à l'aide par les Vénètes en -56 :  « sibi ad bellum adciscunt Lexovios, Ambiliatos, Namnetes, Menapios... » (« ils appellent à l'aide pour la guerre les Lexoviens, les Ambilatres, les Namnètes, les Ménapiens... »).
Les Namnètes sont aussi mentionnés par Pline l’Ancien (vers 70).

#### Auteurs de langue grecque:NamnitoietSamnitoi
Les Namnètes sont mentionnés expressément par Strabon au début du Ier siècle), Ptolémée au IIe siècle et Dion Cassius vers 230. 
Strabon évoque non seulement les Namnètes (Namnitoi)... 
« Quant au Liger, c'est entre les Pictons et les Namnites [ou Namnètes] qu'il débouche. On voyait naguère sur les bords de ce fleuve un autre emporium, du nom de Corbilon ; Polybe en parle dans le passage où il rappelle toutes les fables débitées par Pythéas au sujet de la Bretagne. »
...mais une autre population qu'il situe à proximité de l'estuaire de la Loire et appelle Samnites (Samnitoi). Sur ce point, il reprend un auteur plus ancien, Posidonios (vers 135-51 avant notre ère) : 
« Dans l'Océan, non pas tout à fait en pleine mer, mais juste en face de l'embouchure de la Loire, Posidonius nous signale une île de peu d'étendue , qu'habitent soi-disant les femmes des Namnètes. Ces femmes, possédées de la fureur bachique, cherchent, par des mystères et d'autres cérémonies religieuses, à apaiser, à désarmer le dieu qui les tourmente. Aucun homme ne met le pied dans leur île, et ce sont elles qui passent sur le continent toutes les fois qu'elles sont pour avoir commerce avec leurs maris, après quoi elles regagnent leur île. Elles ont coutume aussi, une fois par an, d'enlever la toiture du temple de Bacchus et de le recouvrir, le tout dans une même journée, avant le coucher du soleil, chacune d'elles apportant sa charge de matériaux. Mais s'il en est une dans le nombre qui en travaillant laisse tomber son fardeau, aussitôt elle est mise en pièces par ses compagnes, qui, aux cris d'évoé, évoé, promènent autour du temple les membres de leur victime, et ne s'arrêtent que quand la crise furieuse qui les possède s'est apaisée d'elle-même. Or ce travail ne s'achève jamais sans que quelqu'une d'entre elles se soit laissée choir et ait subi ce triste sort. L'histoire des corbeaux dont parle Artémidore tient encore plus de la fable : à l'en croire, il existerait sur la côte de l'Océan un port appelé le Port-des-Deux-Corbeaux, parce qu'il s'y trouvait en effet naguère deux de ces oiseaux à l'aile droite blanchâtre : les personnes ayant ensemble quelque contestation s'y transportaient, plaçaient une planche en un lieu élevé, et, sur cette planche, des gâteaux, chaque partie disposait les siens de manière à ce qu'on ne pût les confondre, puis les corbeaux s'abattaient sur les gâteaux, mangeaient les uns, culbutaient les autres, et celle des deux parties qui avait eu ses gâteaux ainsi culbutés triomphait. »
Amédée Tardieu, dans ses notes sur sa traduction de Strabon, souligne d'une part que le nom de Corbilon n'est connu que par ce passage de Strabon. D'une autre, il estime que la situation de cette île en face de l'embouchure de la Loire paraît une preuve décisive en faveur de la correction « Ναμνητῶν » proposée par Thomas Tyrwhitt, agréée par Johann Philipp Siebenkees et Coray. Parlant ici d'un peuple de la Bretagne, des Samnites, qu'il n'avait pas encore nommés, Strabon aurait vraisemblablement accompagné leur nom d'une indication quelconque.  
Cette « île des femmes » en rappelle quelques autres. D'abord, celle dont parle Marco Polo dans Le Devisement du monde (publié en 1298). Et aussi celle décrite par Gutierre Díez de Games dans El Victorial (essentiellement composé en 1436), qu'il situe près de Belle-Île-en-Mer.  
Ptolémée parle aussi des Samnites, situés selon lui au sud des Vénètes, tandis qu'il situe les Namnètes dans une région plus à l'est. Ptolémée reprend ici un autre auteur antérieur, Artémidore.  

#### Mentions tardives
On trouve encore des références aux Namnètes après la fin de l'Empire romain d'Occident (476), à l’époque mérovingienne, notamment chez Grégoire de Tours, qui désigne Nantes par la périphrase « Namnetica urbs » (« la ville namnète »).

### Textes officiels
On a aussi quelques références textuelles non littéraires, notamment dans 
- la Table de Peutinger : « portunamnetu », abréviation pour Portus Namnetum ;
- (peut-être) la Notitia dignitatum (début Ve siècle) « praefectus militum superventorum Mannatias[note 1],[CAG44 1] »
- la Notitia Galliarum (début V) : « civitas Namnetum ».

### Inscriptions

#### La stèle funéraire de Worms (vers 40)
La plus ancienne inscription,,, qui date des années 30 de notre ère, a été trouvée à Worms en 1666 à l'occasion de travaux de réfection des remparts. Au Ier siècle de notre ère, Worms s'appelle Augusta Vangionum, ville de la province de Germanie inférieure (chef-lieu : Cologne).
Cette inscription se trouve sur la stèle funéraire d’un Namnète engagé comme cavalier auxiliaire dans l’armée romaine, mort entre 30 et 40. L'inscription (majuscules) complètement développée (minuscules) énonce : ARGIOTALVS/SMERTVLITANI/Filius, NAMNIS, EQVes/ALAe INDIANAE/STIPendiorum X, ANNOrum/XXX, Hic Situs Est/hEREDES POSVE/RUNT, c'est-à-dire « Argiotalus, fils de Smertulitanus, Namnète, cavalier de l'aile Indienne, 10 ans de solde, 30 ans, se trouve ici. Ses héritiers ont mis (cette stèle en place) ». 
L'Ala indiana est une unité relevant de la Legio XIV Gemina, basée à Mayence (Mogontiacum). On sait que cette légion est intervenue contre les Andécaves lors de la révolte de Julius Sacrovir ; il est donc possible qu'Argiotalus s'y soit engagé à ce moment, vers 20, soit à titre personnel, soit au titre de la cité des Namnètes. On sait aussi que cette légion a été transférée en Bretagne en 43. 
Argiotalus, inhumé à Worms, est donc mort au plus tôt en 30, puisqu'il a effectué dix ans de service, au plus tard en 43, avant le transfert de la légion. 

#### La stèle de Dampierre-les-Églises (Haute-Vienne)
Une autre stèle funéraire de Namnète a été trouvée à Dompierre-les-Églises[réf. nécessaire], dans la Haute-Vienne.

#### Autres
Les stèles funéraires trouvées à Nantes ou aux alentours ne font pas référence à la cité des Namnètes, qui est implicite. 
Quelques autres inscriptions[réf. nécessaire] en revanche peuvent inclure le mot Namnetis, souvent sous forme abrégée, en particulier la mention « CN » pour CIVITAS NAMNETUM.

### Numismatique
Les pièces de monnaie namnètes antérieures à la conquête romaine sont dépourvues de texte.
Les pièces faisant référence aux Namnètes sont tardives, notamment d’époque mérovingienne, mais il s’agit probablement à ce moment de « Nantes » et non plus des Namnètes : NTS, NAMETIU, NAMNI, NAMNETI, NAMNETIS.

### Alignement mégalithique du Pilier
L'alignement du Pilier, situé dans l'actuelle commune du Gâvre, à 40 km au nord de Nantes et à quelques kilomètres de la Vilaine, correspondrait au marquage d’une zone frontière entre les Namnètes et les Riedones[réf. nécessaire]. 
Environ 120 pierres ont été identifiées sur plus d’un kilomètre de long. Des travaux de dégagement des blocs et une fouille partielle du site ont eu lieu en 2008,,.

## Le nom des Namnètes

Les Namnètes, un des peuples du nord-ouest de la Gaule.

### Origines
Les Namnètes étaient une tribu secondaire, située au nord de la Loire et dépendante des puissants Vénètes, qui contrôlaient le débouché de la Loire et le commerce de l'étain avec les îles britanniques (port de Corbilo, encore mal situé, dans la zone de la Grande Brière, encore zone de mer à l'époque).[réf. nécessaire]

### Étymologie
Il est généralement rattaché à une racine celtique *nant correspondant à la notion de cours d'eau, ou de vallées, peut être d'origine pré-celtique, que l'on retrouve aussi dans le nom de localités comme Nant, Nantua.[réf. nécessaire]

### Morphologie
On ne connaît pas la forme celtique du nom des Namnètes. Les auteurs de langue grecque écrivent, au pluriel (nominatif/génitif) : Namnitoi/Namnitôn.
En latin classique, la forme qui apparaît habituellement dans les textes est le pluriel Namnetes/Namnetum ; une forme au singulier se trouve sur la stèle de Worms : Namnis.

### Une confusion entreNamnitoietSamnitoi?

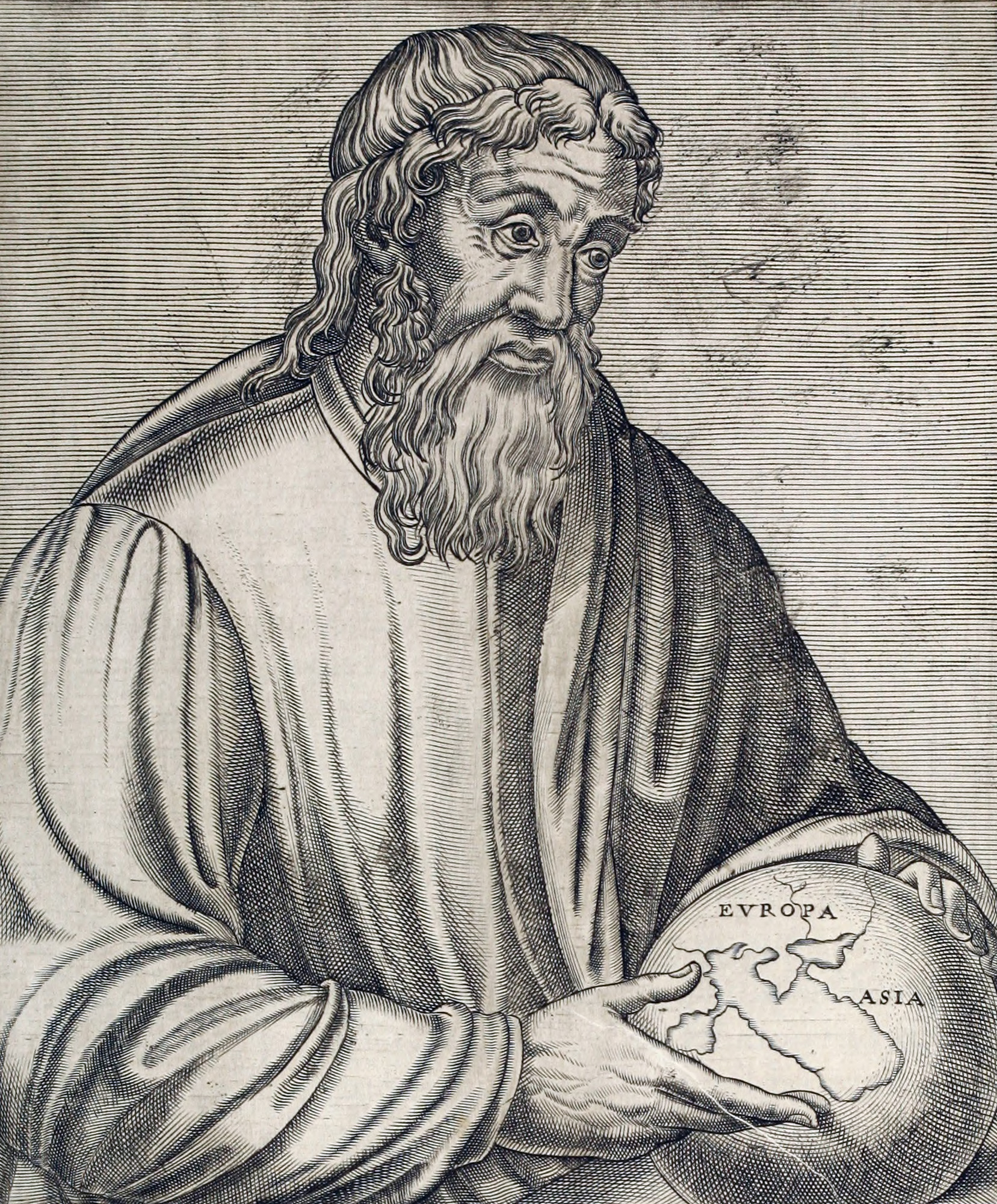
On prête à Strabon la mention des Samnitoi, les Samnites, à l'embouchure de la Loire. Cette mention peut être considérée comme une erreur d'un copiste médiéval de son œuvre, auquel cas, il faut lire Namnitoi, les Namnètes.

Chez Strabon et chez Ptolémée, il existe une scission assez curieuse entre ces deux populations. Strabon, d'une part indique la Loire comme limite entre les Pictons et les Namnètes (Namnitoi), d'autre part, parle des Samnites (Samnitoi), qu'il situe sur le littoral « à l'embouchure de la Loire ». On peut penser ici, compte tenu de la proximité des localisations, à une erreur de copiste.
En ce qui concerne Ptolémée, la distorsion est plus importante : il situe les Samnites, « au-dessous des Vénètes » (sans indiquer de coordonnées géographiques) et les Namnètes, dont la capitale est Condevicnum, nettement plus à l'est ; la suite de peuples qu'il donne est d'ouest en est : Samnites, Andécaves, Aulerques Cénomans, Namnètes ; de même, les coordonnées de Condevicnum placent cette ville plus près de Rotomagos (Rouen) que de Ratiatum (Rezé).
Cette anomalie pourrait s'expliquer comme suit : Ptomélée, comme d'autres auteurs anciens dont Denys le Périégète, emprunte des informations au géographe Artémidore, dont la description correspond à la situation du IIe siècle av. J.-C., époque où les migrations celtes n'étaient pas achevées et où les Namnètes n'étaient peut-être pas encore arrivés près de l'estuaire de la Loire.

## Histoire

### Arrivée des Namnètes dans l'ouest de la Gaule
Compte tenu de la date d'arrivée des Celtes à l'ouest du Rhin, les Namnètes occupent leur territoire au plus tôt au Ve siècle av. J.-C.,[réf. nécessaire]. 
Mais selon l'interprétation donnée ci-dessus au texte de Ptolémée les concernant, leur présence dans le Pays nantais pourrait ne date que de la fin du IIe siècle av. J.-C. ou du début du Ier siècle av. J.-C., quelques décennies seulement avant la conquête romaine.

### Période préromaine

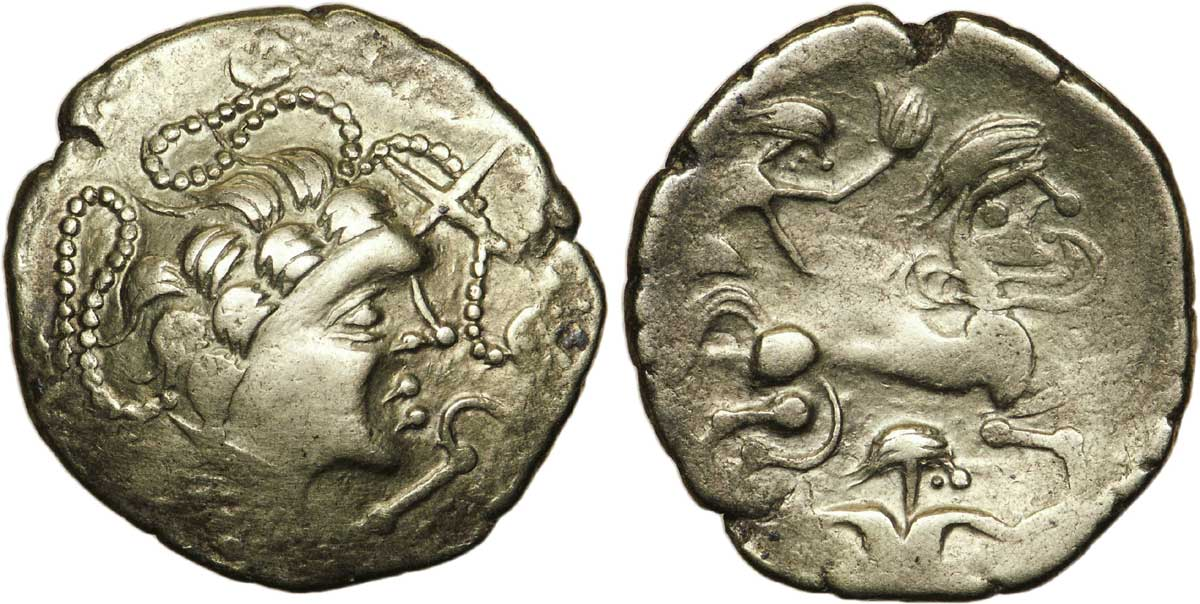
Statère d'électrum à l'hippophore et à la croix frappé par les Namnètes. Date : c.80-50 AC.

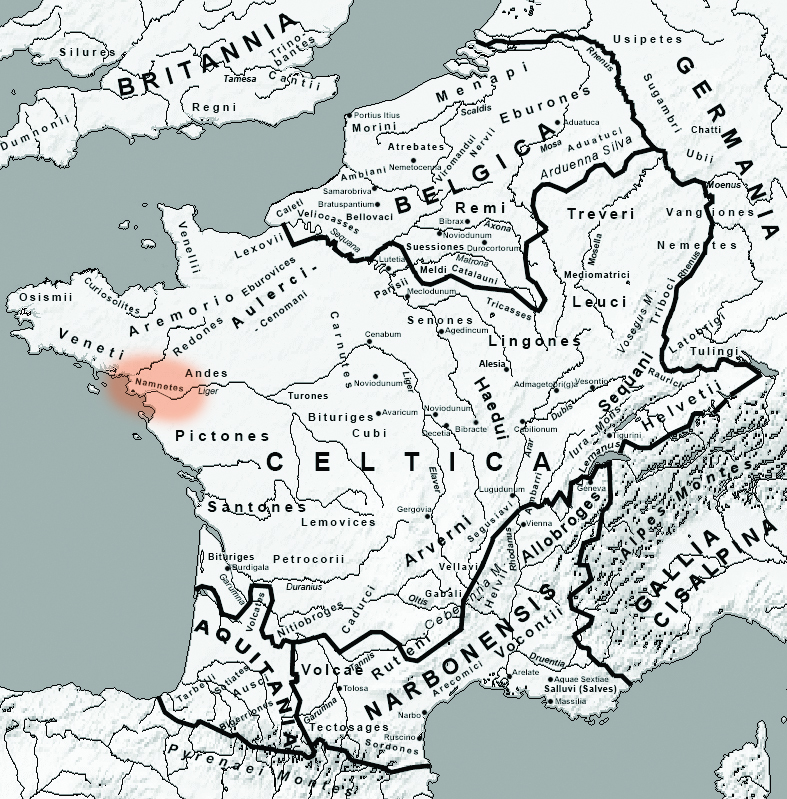
Localisation des Namnètes à l'embouchure de la Loire.

#### Statut des Namnètes en Gaule
Parmi les peuples gaulois cités par Jules César, certains ne sont pas devenus des cités à l'époque romaine : par exemple les Ambilatres, qu'on situe au sud de l'estuaire de la Loire, territoire attribué aux Pictons après la conquête. On ne sait pas si les Ambilatres étaient un peuple gaulois indépendant ou un peuple vassal des Pictons dès avant la conquête romaine. 
En ce qui concerne les Namnètes, la situation documentaire est la même. Le grand peuple de la région au nord de la Loire est celui des Vénètes, qui a été l'objet d'une attention spécifique de César durant la guerre des Gaules, parce qu'il était doté d'une marine de guerre notable. Il est donc possible que les Namnètes aient été vassaux des Vénètes à l'époque gauloise, avant d'en être séparés après la conquête à titre de représailles de Rome contre ceux-ci.

#### Territoire
Les territoires des peuples gaulois d'avant la conquête sont connus de façon approximative en référence aux territoires des cités romaines de Gaule, connus d'une part grâce à des éléments toponymiques, d'autre part grâce aux cartes des diocèses de l'Époque moderne, peu différents des diocèses établis dans l'Antiquité tardive, qui correspondent aux cités romaines de Gaule. 
À l'époque romaine, le territoire des Namnètes s'étend au nord de la Loire de son embouchure jusqu’à la ville actuelle d'Ingrandes (Maine-et-Loire), située en amont d'Ancenis. Le nom de cette ville, Ingrandes, vient d'un toponyme gaulois fréquent en France), marquant la frontière entre deux peuples gaulois, ici avec les Andécaves. Ingrandes-sur-Loire est encore aujourd'hui à la limite des deux départements de la Loire-Atlantique et de Maine-et-Loire.
Vers le nord, leur territoire est probablement séparé par la Vilaine de ceux des Vénètes et des Coriosolites, si on tient compte des limites du diocèse de Nantes et par le Semnon de celui des Riedones. 
Au sud de la Loire, se trouvent les territoires des Pictons et des Ambilatres. 
Au nord-nord-est, il est possible que leur territoire ait empiété sur la Mayenne et le Maine-et-Loire, allant jusqu'à englober le Craonnais.

#### Témoignages semi-légendaires d'historiens grecs
- Le port de Corbilo (Polybe)

Bien que l'historien grec Polybe (IIe siècle av. J.-C.) ne nomme pas les Namnètes dans sa description du monde, il évoque peut-être leur pays à travers le témoignage de Pythéas (IIIe siècle av. J.-C.) à propos d'une ville selon lui importante pour le commerce, qu'il nomme Corbilo et situe sur la Loire, mais qui n'a pas pu être identifiée ni localisée (entre Nantes et Guérande). 
L'importance de Corbilo devait reposer sur le commerce des métaux, dont le pays namnète était assez bien pourvu (étain et fer). Strabon, qui cite Polybe, indique que Corbilo n'existait plus de son temps. 
- L'île des « femmes des Samnites » (Posidonios)

Strabon donne aussi des renseignement sur une population qu'il nomme « Samnites ». Se référant à un auteur antérieur, Posidonios, il indique que dans une île, face à l'embouchure de la Loire, les « femmes des Samnites » auraient eu un culte à mystères de style dionysiaque. 
- Le port des Deux Corbeaux (Artémidore)

Il cite ensuite Artémidore à propos d'un lieu qu'il nomme « port des Deux Corbeaux », site d'une ordalie dont le vainqueur était celui dont les corbeaux mangeaient les graines. 
Ce lieu a été identifié, mais avec des réserves, au lieu-dit Brandu, dans la commune de La Turballe. Ce toponyme breton pourrait correspondre à la formule « deux corbeaux » (vran daou).

#### Monnayage namnète
Parmi les trouvailles archéologiques d'époque gauloise, on peut noter des pièces de monnaie de frappe namnète : des statères et quarts de statère dits « hippocéphales », sans inscriptions. Ce type de monnayage est courant chez les peuples de l'ouest de la Gaule.

### La conquête romaine (58-52 avant notre ère)

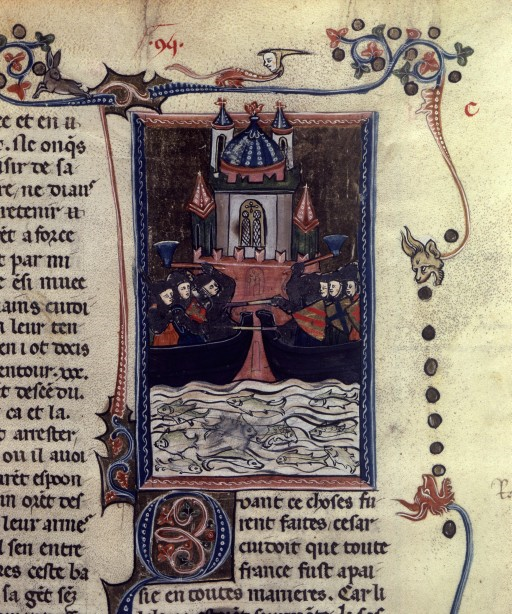
En -56, les Namnètes font partie de la coalition armoricaine avec les Vénètes contre Jules César lors de l'épisode connu sous le de la Guerre des Vénètes.

Dans sa Guerre des Gaules, Jules César indique qu'au printemps -56, les Namnètes, entre autres, ont accepté la demande d'alliance faite par les Vénètes pour combattre l'armée romaine et la flotte que César faisait construire, sans doute sur l'estuaire de la Loire. La bataille navale qui s'ensuit est remportée par Decimus Brutus, commandant de la flotte romaine. Par ailleurs, les légionnaires romains, conduits par César lui-même, ont dû traverser le territoire namnète en se rendant du pays andécave vers le pays vénète, sans doute en passant par Blain. La légende locale dit aussi que César aurait assisté à la bataille navale depuis la pointe du Castelli (commune de Piriac-sur-Mer). Après cette campagne, les Namnètes ne sont plus mentionnés par César. Leur absence parmi les peuples qui contribuent à l'effort de guerre de Vercingétorix est un élément qui permet de penser qu'ils se sont soumis à l'autorité romaine dès avant la fin de la Guerre des Gaules.
.

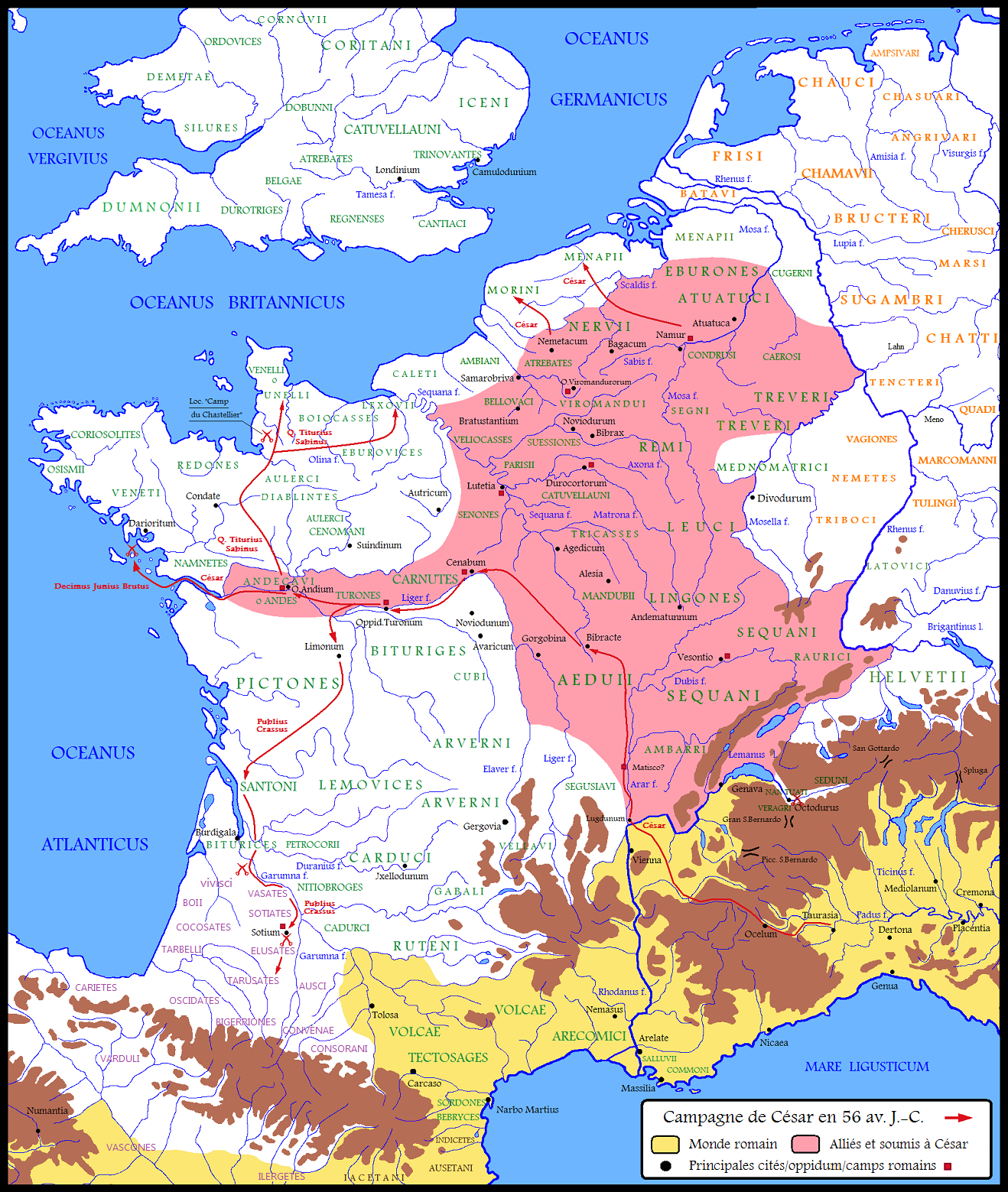
La Gaule en -56 : Decimus Brutus traverse le territoire des Namnètes pour se livrer à une guerre contre les Vénètes

Après la victoire définitive de César, le peuple des Namnètes est considéré comme ennemi par les Romains et subit un certain nombre de rétorsions, au profit des Pictons, leurs alliés. Ceux-ci reçoivent le contrôle de la rive sud de la Loire où ils vont promouvoir le port et la ville de Ratiatum (Rezé), attestée comme ville dès le règne d'Auguste.

### Période du Haut-Empire

#### Statut de la cité des Namnètes
Dans le cadre de l'Empire romain, le peuple des Namnètes devient la cité des Namnètes (civitas Namnetum), qui relève d'abord de la province de la Gaule lyonnaise, province impériale prétorienne, dont le chef-lieu est Lyon, ville qui est en même temps la métropole des trois Gaules (Belgique, Lyonnaise, Aquitaine), la Narbonnaise (province sénatoriale) restant à part. 
Sur le plan du statut politique, la cité des Namnètes, comme la plupart des cités des Trois Gaules, est soumise au contrôle étroit du gouverneur de la province. Ses membres sont, à titre individuel, des pérégrins, c'est-à-dire des sujets libres, susceptibles de devenir des citoyens romains. Cette situation dure jusqu'à l'édit de Caracalla (212), qui donne la citoyenneté romaine à tous les hommes libres de l'Empire. 
Sur le plan fiscal, c'est une cité stipendiaire, soumise au paiement d'un tribut.

#### Vie politique
La cité est administrée par un conseil des décurions, qui sont des citoyens namnètes suffisamment riches et loyaux. Rome n'envoie en effet pas de représentants dans les cités, seulement au niveau des provinces.
Chaque année, un représentant de la cité se rend à Lyon pour participer au Conseil des Gaules, assemblée d'abord religieuse, mais aussi politique, qui a lieu le 1er août. Elle rassemble les représentants de la soixantaine de cités des Trois Gaules (Lyonnaise, Aquitaine, Belgique) dans le sanctuaire dédié au culte de Rome et de l'empereur, qui comporte un temple, puis un amphithéâtre à partir de 19 (sur la colline de la Croix-Rousse). 
La cité des Namnètes semble être restée inactive lors de la révolte de Sacrovir en 20-21, mouvement qui a pourtant touché les cités des Andécaves et des Turons.

#### Romanisation
Le site de Nantes, occupé depuis assez longtemps en relation avec le commerce des métaux (ateliers de Chantenay, de la Prairie de Mauves et du Jardin des Plantes) n'est attesté comme ville qu'à partir du règne de Tibère. 
L'attribution à Nantes du nom cité par Ptolémée, Condevincum est généralement admise, mais n'est pas catégoriquement prouvée. Certains auteurs[Qui ?] envisagent que Condevincum ait été localisé à Blain. Néanmoins, à l'époque de Ptolémée, la ville principale des Namnètes est localisée à Nantes, ville clairement identifiée par le nom de Portus Namnetum (Port des Namnètes) de la Table de Peutinger. 
On y a trouvé des stèles funéraires en grand nombre (par rapport aux autres villes gallo-romaines d'Armorique), ainsi que les vestiges de plusieurs temples et d'une basilique, mais aucun d'un théâtre ou d'un amphithéâtre.
Hors de Nantes, on peut signaler le théâtre romain de Mauves-sur-Loire, plusieurs villas, dont celle de Curin à Blain.
Les noms fournis par les inscriptions donnent une indication sur la romanisation : les pérégrins ont un seul nom, soit gaulois, soit latin ; les citoyens romains portent les trois noms (prénom, nom de gens, nom de famille).

### Période du Bas-Empire
À partir du IIIe siècle, en raison des troubles qui agitent l'Empire romain, Nantes est dotée de remparts et prend plus d'importance que Rezé[réf. nécessaire].
Au IVe siècle, elle est le pôle de la christianisation. La création d'un évêché indique qu'elle est bien le chef-lieu de la cité des Namnètes.

### Vie économique

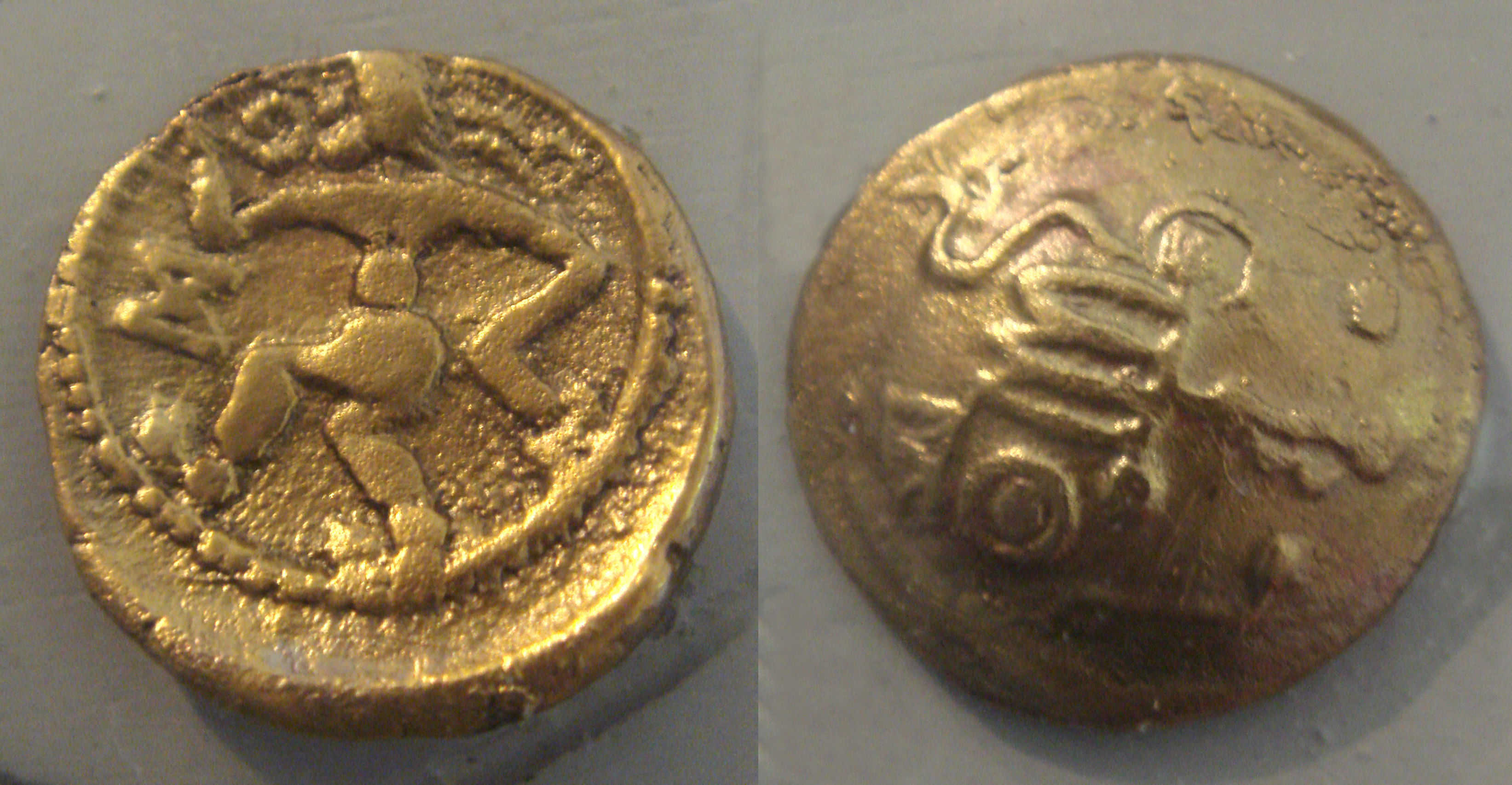
Monnaie namnète.

#### Usage particulier de l'or chez les Namnètes
La Loire marque une frontière entre le territoire des Namnètes au nord et celui des Pictons au sud. Ces deux peuples, pourtant voisins, sont caractérisés par un usage différent de la monnaie. 
En territoire namnète, l'or ne circule pas mais fait l'objet d'une thésaurisation, notamment dans les campagnes. C'est une valeur refuge et les monnaies divisionnaires sont rares. Les métaux extraits en territoire namnète sont payés en or par les Romains, mais cet or ne semble pas être réutilisé pour l'acquisition de biens de consommation romains.

#### Voies romaines de la cité des Namnètes
Les voies romaines des régions de l'Ouest de la France ont été étudiées au XIXe siècle par un érudit de Blain, Louis Bizeul. 
Selon son travail, la localité antique située à Blain était un carrefour routier important avec notamment :
- une route venant de Nantes (partie sud de la route de Nantes à Rennes jusqu'au XVIIIe siècle) ;
- une route partant vers Rennes (partie nord de l'ancienne route de Nantes à Rennes) ;
- une route partant vers Vannes ;
- une route partant vers Nort-sur-Erdre et Ancenis.

## Découvertes archéologiques en territoire namnète
- Nantes
- Blain
- Mauves-sur-Loire
- etc.

## Dans la littérature
- Jean Burnat, Le Vengeur de Vercingétorix, Paris, ODEJ, coll. « Collection J », 1962.
  - Ce roman comporte un personnage de chef namnète (fictif), Dumnac.